# Žakovo (Istok)
Pour les articles homonymes, voir Žakovo.
Zhakovë en albanais et Žakovo en serbe latin (en serbe cyrillique : Жаково) est une localité du Kosovo située dans la commune/municipalité d'Istog/Istok et dans le district de Pejë/Peć. Selon le recensement kosovar de 2011, elle compte 349 habitants, dont une majorité d'Albanais.

## Démographie

### Évolution historique de la population dans la localité
| 1948 | 1953 | 1961 | 1971 | 1981 | 1991 | 2011 |
| ---- | ---- | ---- | ---- | ---- | ---- | ---- |
| 507  | 555  | 589  | 563  | 518  | 511  | 349  |

|  |